# 井上正信 (下妻藩主)
井上 正信（いのうえ まさのぶ、天保11年（1840年） - 安政3年9月4日（1856年10月2日））は、常陸下妻藩の第12代藩主。遠江浜松藩主・井上正春の六男。官位は従五位下、遠江守。
幼名は良之助。嘉永5年（1852年）、先代藩主の正誠の死去により跡を継ぐ。安政元年（1854年）12月に叙任するが、安政3年（1856年）9月4日（または8月14日）に17歳で死去し、叔父の正兼が養子入りして跡を継いだ。墓所は東京都台東区の谷中霊園。

## 系譜
父母
- 井上正春（実父）
- 井上正誠（養父）

養子
- 井上正兼 ー 井上正甫の八男